# Usus scribendi
L'expressió llatina usus scribendi ("forma d'escriure") fa referència a totes aquelles normes o costums sintàctics, morfològics i gramaticals relacionats en un cert període històricoliterari a un autor en particular.
L'estudi del usus scribendi, és a dir de les característiques estètiques d'un text o d'un autor, és un instrument útil pels filòlegs restituir el text a la seva correcció formal, per decidir a favor d'una edició o una altra en la reconstrucció del text crític d'una obra; així com als historiadors literaris els pot servir per definir la possible autoria i període d'una obra que ens ha arribat de forma anònima.